# Volchov (città)
Volchov (in russo Волхов) è una città della Russia, che si trova nell'oblast' di Leningrado, a est di San Pietroburgo. È situata sulla riva dell'omonimo fiume ed attualmente è capoluogo del Volchovskij rajon.

## Amministrazione

### Gemellaggi
- Sundsvall